# De Afvallers
De Afvallers was een reallifetelevisieprogramma dat van 2005 tot 2011 werd uitgezonden door SBS6. Er waren in totaal zes seizoenen. Het programma draaide om gezinnen waarvan ieder gezinslid te dik is. Hun afvalproces werd op de voet gevolgd.
De presentatie was van Marlayne Sahupala, en de voice-over werd gedaan door Bart Ettekoven.

## Format
Nadat het programma Big Diet, waarin een groep individuen ging afvallen, in 2001 na twee reeksen was gestopt vanwege lage kijkcijfers, probeerde jaren later SBS6 het met meer succes om vier families te laten afvallen. Door de aandacht voor de complete gezinssituatie en door een en ander in wekelijkse programma's te verslaan, bleek de kijker zich beter te kunnen identificeren met het probleem van obesitas. Tot op heden zijn drie series gemaakt. In drie maanden tijd dienen de families zo veel mogelijk af te vallen en de winnende familie wint een vakantie naar een verre bestemming (Brazilië en Zuid-Afrika). Er wordt gekozen voor een complete benadering, niet enkel het afvallen, maar ook de psychologische problemen en de levensstijl worden aangepakt. De deelnemende gezinnen hebben een coach die ze gedurende het hele traject begeleidt. Er werd tussen de 8,4 en 33,6 kilo per persoon aan gewicht verloren in de eerste twee series.

## Bekende deelnemers
In het vierde seizoen, dat begon op 21 februari 2007, begon op SBS6 een speciale variant van de serie waarin acht BN'ers meededen. Dit seizoen kreeg de naam De afvallers met sterren.
| Naam              | Bekend van ...        | Gewicht  | Wil Afvallen ... | Coach                     | Is Afgevallen ... | Percentage | Plaats |
| ----------------- | --------------------- | -------- | ---------------- | ------------------------- | ----------------- | ---------- | ------ |
| Mark Dakriet      | De Notenclub          | 160,1 kg | 35 kg            | Yneke Vocking             | 35,8 kg           | 102,3%     | 1      |
| Bob Offenberg     | Zingen                | 64 kg    | 17 kg            | Hein Vergeer              | 13,6 kg           | 80%        | 2      |
| Henk Pleket       | De Havenzangers       | 92,7 kg  | 24 kg            | Imro Beuk                 | 17,6 kg           | 73,6%      | 3      |
| Menno Köhler      | 6pack                 | 166,8 kg | 38 kg            | Barbara de Loor           | 25,4 kg           | 66,8%      | 4      |
| Renée de Haan     | Zingen                | 127,2 kg | 23 kg            | Yneke Vocking / Imro Beuk | 13,4 kg           | 58,3%      | 5      |
| Linda Wagenmakers | Zingen                | 76,5 kg  | 22 kg            | Imro Beuk                 | 11,8 kg           | 53,6%      | 6      |
| Justine Pelmelay  | Zingen                | 80,7 kg  | 24 kg            | Hein Vergeer              | 11 kg             | 45,8%      | 7      |
| Rachel Massing    | Groeten uit de rimboe | 56,1 kg  | 15 kg            | Barbara de Loor           | 5 kg              | 33,8%      | 8      |

## Trivia
- De familie Van den Broek uit Amsterdam was het zwaarste gezin dat meedeed aan de eerste seizoenen. Ze begonnen met een gezamenlijk gewicht van 502 kilo. Met de vernieuwde serie erbij, De Afvallers XXL, was de familie Nijmeijers uit Nieuw-Vennep van 4 personen het zwaarste gezin wat ooit heeft meegedaan aan het programma. Ze startten met een gezamenlijk gewicht van 674 kilo.
- De familie Neut bestond eigenlijk uit 5 mensen, maar de jongste dochter had geen overgewicht en hoefde niet af te vallen.
- Renée de Haan is tijdens De Afvallers met Sterren gestopt omdat ze het zat was gecoacht te worden door Yneke Vocking. Vocking werd vervangen door Imro Beuk.